# Proprioseiopsis imitopeltatus
Proprioseiopsis imitopeltatus är en spindeldjursart som först beskrevs av Ma och Lin 2007.  Proprioseiopsis imitopeltatus ingår i släktet Proprioseiopsis och familjen Phytoseiidae. Inga underarter finns listade i Catalogue of Life.